# Pellaea involuta
Pellaea involuta là một loài thực vật có mạch trong họ Adiantaceae. Loài này được (Sw.) Baker miêu tả khoa học đầu tiên năm 1874.